# Piroxikam
Piroxikam är en smärtstillande, antiinflammatorisk och febernedsättande substans tillhörande gruppen NSAID (non-steroidal anti-inflammatory drug). Den tillhandahålls i Sverige under namnet Brexidol som tabletter och pulver till oral lösning och är ett relativt nytt preparat. Det används bland annat mot reumatoid artrit. I flertalet länder tillverkar Pfizer medicinen under namnet Feldene, och den tillhandahålls som kapslar, tabletter, pulver samt som gel.
Preparatet är receptbelagt och ej ett förstahandsval om en NSAID ska användas.

## Effekter i kroppen
Liksom nästan alla NSAID-preparat hämmar piroxikam reversibelt enzymet cyklooxygenas (COX). Dessutom hämmar piroxikam spridningen av kroppsegna kemikalier som bidrar till inflammation, smärta, stelhet, ömhet och svullnad: monocyter och polymorfonukleära leukocyter, frisättning av syreradikaler från aktiverade leukocyter och broskdestruerande lysosomala enzymer. Enligt in vitro-studier av brosk påverkas inte ämnesomsättningen. Piroxikam fungerar smärtstillande, antiinflammatoriskt och febernedsättande.
Piroxicam har visat sig ha viss effekt mot aktiviteten i vissa tumörer (övergångscellscancer i urinblåsan, skivepitelcancer i munhålan, polyper i ändtarmen). Den exakta verkningsmekanismen är okänd. 

## Biverkningar
Biverkningar som kan förekomma är bland annat utslag, ventrikel- och duodenalsår, ödem, hepatit, kolestas, kolit, nefrit, allmän sjukdomskänsla, eksem och hudreaktioner beroende på ljusöverkänslighet, Henoch-Schönleins purpura, håravfall och högt blodtryck. Vid långvarig användning är det nödvändigt att övervaka av njur- och leverfunktion. Under amning och graviditet bör inte piroxikam användas.